# 宮本道意
宮本 道意（みやもと どうい）は、戦国時代から安土桃山時代にかけての武士・水軍の頭領。人名制（にんみょうせい）の年寄4人の内の一人。道意は法名。俗名伝太夫。

## 略歴
道意が統括した、瀬戸内海の塩飽水軍は織田信長に従って海上輸送を担当。信長から海上特権の朱印状を与えられた。
本能寺の変後は豊臣秀吉に従う。小田原攻めの時、大阪から小田原へ兵糧を運ぶが嵐に遭い塩飽水軍の船だけが嵐を突っ切って送り届けた。この功績により塩飽の650人に対して1250石の領地と自治権を与えられると共に幕府の海上輸送の任務を賜る、文禄・慶長の役では船32艘、船方650人を出し朝鮮釜山への水先案内を行う。
関ヶ原の戦いでは東軍に属し、戦後、伝太夫はいち早く徳川家康に謁見して秀吉の時と変わらず領地安堵の朱印状を獲得し、徳川幕府お抱え水軍の地位を築いた。